# 寒川站
寒川站（日语：／ Samukawa eki */?）是位於神奈川縣高座郡寒川町，屬於東日本旅客鐵道（JR東日本）相模線的鐵路車站。本站為寒川町的中心車站，在1984年3月前曾存在著分岔出途經西寒川站至四之宮站（1944年6月廢除）的西寒川支線。

## 車站構造
本站為島式月台1面2線的地面車站與直營站，也是寒川町的中心車站。本站的跨站式站房內設有綠窗口與自動驗造閘機，構内則留有不再使用的側線。

### 月台配置
| 月台 | 路線    | 方向 | 目的地                         |
| ---- | ------- | ---- | ------------------------------ |
| 1    | ■相模線 | 上行 | 茅崎方向                       |
| 2    | ■相模線 | 下行 | 厚木、海老名、橋本、八王子方向 |

（來源：JR東日本:車站構內圖 （页面存档备份，存于））

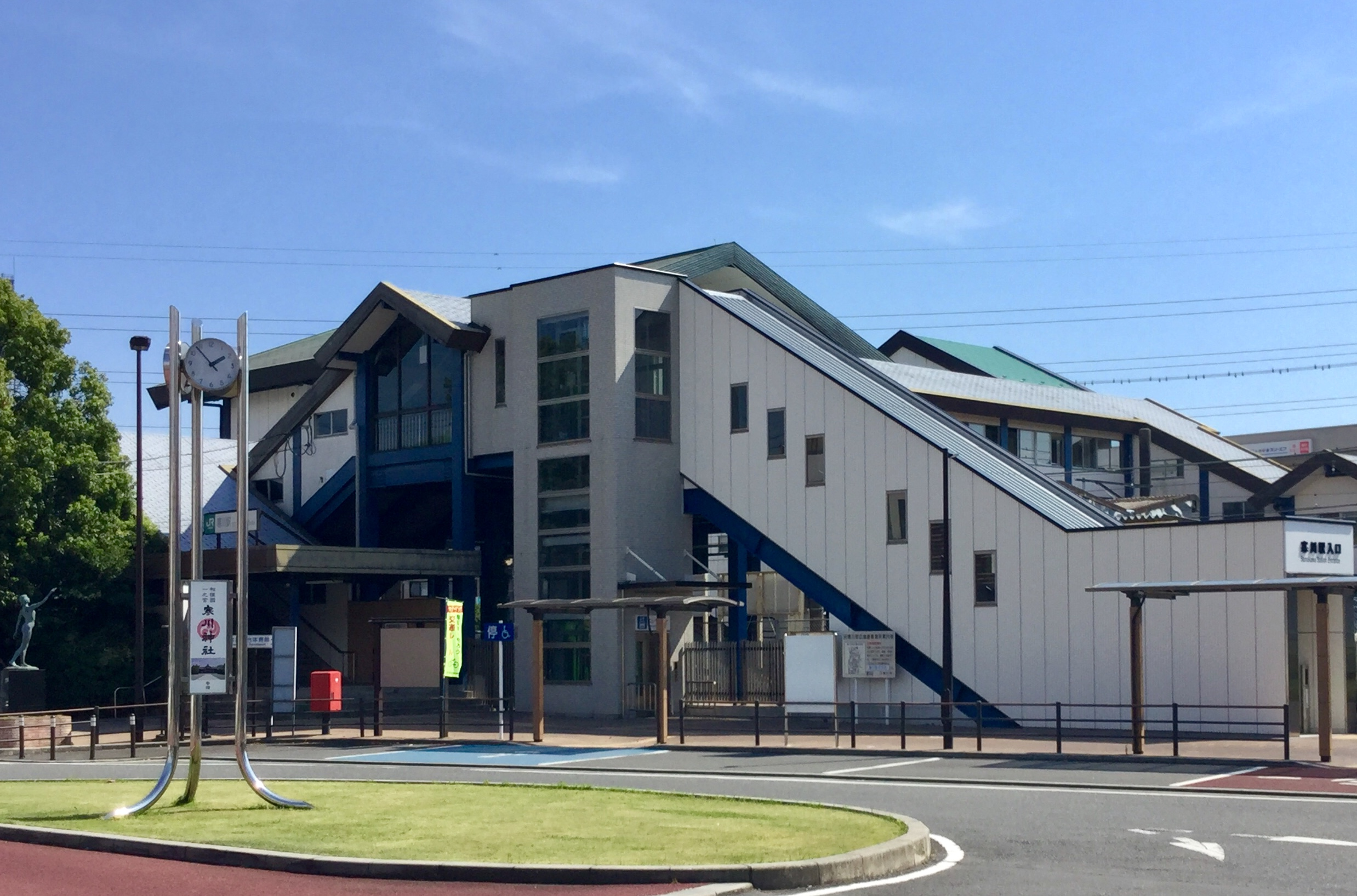
北口（2018年8月）
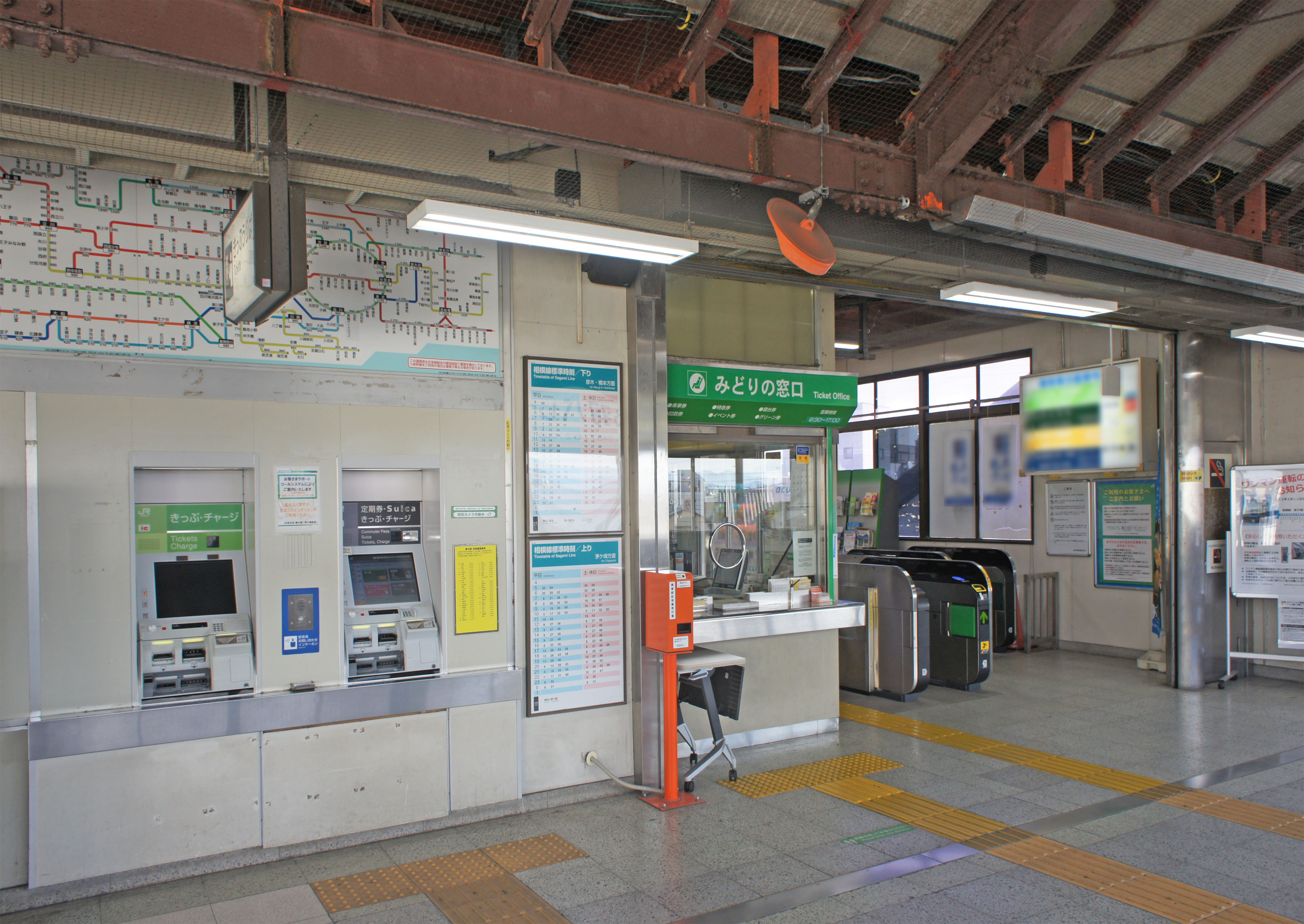
驗票閘口（2022年2月）
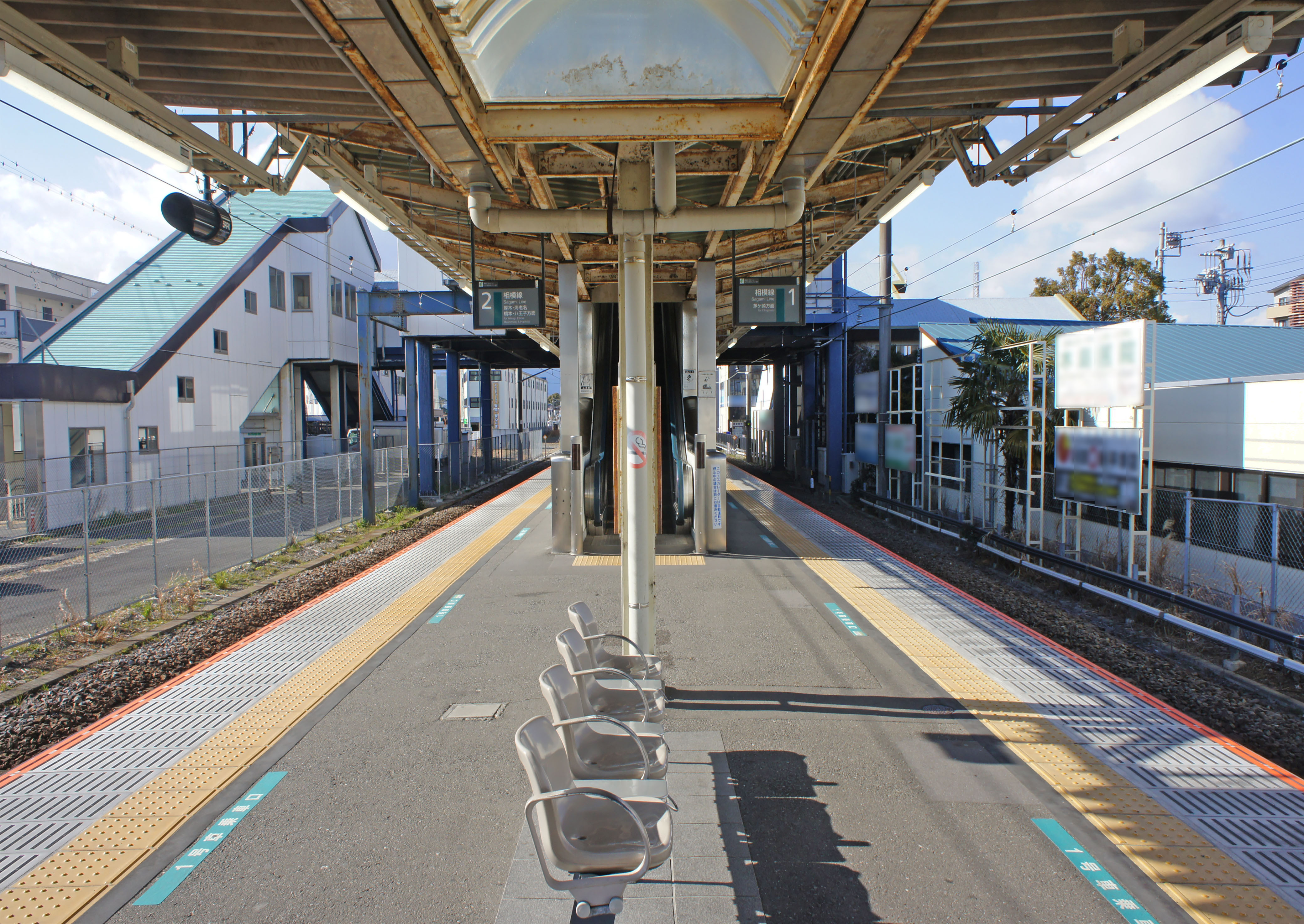
月台（2022年2月）

## 使用情況
2019年（令和元年）度的1日平均上車人次為6,822人，是相模線不能轉乘的車站當中最多，中途站僅次於海老名站、厚木站排行第3。
近年的1日平均上車人次如下表。
| 年度               | 1日平均 上車人次 | 來源     |
| ------------------ | ---------------- | -------- |
| 1995年（平成07年） | 6,703            | [ * 1 ]  |
| 1998年（平成10年） | 6,839            | [ * 2 ]  |
| 1999年（平成11年） | 6,861            | [ * 3 ]  |
| 2000年（平成12年） | 6,428            | [ * 3 ]  |
| 2001年（平成13年） | 6,343            | [ * 4 ]  |
| 2002年（平成14年） | 6,378            | [ * 5 ]  |
| 2003年（平成15年） | 6,399            | [ * 6 ]  |
| 2004年（平成16年） | 6,478            | [ * 7 ]  |
| 2005年（平成17年） | 6,595            | [ * 8 ]  |
| 2006年（平成18年） | 6,773            | [ * 9 ]  |
| 2007年（平成19年） | 6,820            | [ * 10 ] |
| 2008年（平成20年） | 6,880            | [ * 11 ] |
| 2009年（平成21年） | 6,744            | [ * 12 ] |
| 2010年（平成22年） | 6,604            | [ * 13 ] |
| 2011年（平成23年） | 6,584            | [ * 14 ] |
| 2012年（平成24年） | 6,700            | [ * 15 ] |
| 2013年（平成25年） | 6,762            | [ * 16 ] |
| 2014年（平成26年） | 6,643            | [ * 17 ] |
| 2015年（平成27年） | 6,787            | [ * 18 ] |
| 2016年（平成28年） | 6,921            | [ * 19 ] |
| 2017年（平成29年） | 6,904            |          |
| 2018年（平成30年） | 6,938            |          |
| 2019年（令和元年） | 6,822            |          |

## 車站周邊
寒川神社比較接近宮山站方，必須注意。
- 寒川町役場
- 寒川中央公園（さむかわ中央公園）
- 寒川總合體育館
- 寒川總合圖書館
- 一之宮公園

### 巴士路線
- 寒川站入口（站東口徒步4分鐘）
  - 神奈川中央交通
    - 文教大學（茅27）
    - 小谷（茅41、45）
    - 茅崎站（經圓藏）（茅27）
    - 茅崎站（經今宿）（茅41）
    - 茅崎站（經鶴嶺小學校前）（茅45）
- 寒川站南口（車站南口）
  - 神奈川中央交通
    - 茅崎站（經矢畑）（茅25）
    - 茅崎站（經下河原）（茅53）
    - 茅崎站（經山伏塚）（茅54）

## 历史
- 1921年9月28日 開業。
- 1984年4月1日 西寒川支線廢止。
- 1987年 橋上站舎完成。
- 2006年 增設電梯與扶手電梯。

## 其他
JR除了本站外還有其他2個「寒川」站，分別為伊予寒川站（予讚線）與越後寒川站（羽越本線）。但是3站的「寒川」之日語讀音有所不同，本站是「Samukawa（さむかわ）」、伊予寒川是「Sangawa（さんがわ）」、越後寒川是「Kangwa（かんがわ）」。

## 相鄰車站
東日本旅客鐵道（JR東日本）
■相模線
香川－寒川－宮山

### 曾經存在的路線
日本國有鐵道
相模線（西寒川支線）
寒川－西寒川

### 使用情況
JR東日本2000年度以後的上車人次
1. ↑  各駅の乗車人員（2000年度） （页面存档备份，存于） - JR東日本
2. ↑  各駅の乗車人員（2001年度） （页面存档备份，存于） - JR東日本
3. ↑  各駅の乗車人員（2002年度） （页面存档备份，存于） - JR東日本
4. ↑  各駅の乗車人員（2003年度） （页面存档备份，存于） - JR東日本
5. ↑  各駅の乗車人員（2004年度） （页面存档备份，存于） - JR東日本
6. ↑  各駅の乗車人員（2005年度） （页面存档备份，存于） - JR東日本
7. ↑  各駅の乗車人員（2006年度） （页面存档备份，存于） - JR東日本
8. ↑  各駅の乗車人員（2007年度） （页面存档备份，存于） - JR東日本
9. ↑  各駅の乗車人員（2008年度） （页面存档备份，存于） - JR東日本
10. ↑  各駅の乗車人員（2009年度） （页面存档备份，存于） - JR東日本
11. ↑  各駅の乗車人員（2010年度） （页面存档备份，存于） - JR東日本
12. ↑  各駅の乗車人員（2011年度） （页面存档备份，存于） - JR東日本
13. ↑  各駅の乗車人員（2012年度） （页面存档备份，存于） - JR東日本
14. ↑  各駅の乗車人員（2013年度） （页面存档备份，存于） - JR東日本
15. ↑  各駅の乗車人員（2014年度） （页面存档备份，存于） - JR東日本
16. ↑  各駅の乗車人員（2015年度） （页面存档备份，存于） - JR東日本
17. ↑  各駅の乗車人員（2016年度） （页面存档备份，存于） - JR東日本
18. ↑  各駅の乗車人員（2017年度） （页面存档备份，存于） - JR東日本
19. ↑  各駅の乗車人員（2018年度） （页面存档备份，存于） - JR東日本
20. ↑  各駅の乗車人員（2019年度） （页面存档备份，存于） - JR東日本

神奈川縣縣勢要覽
1. ↑  線区別駅別乗車人員（1日平均）の推移PDF - 19ページ
2. ↑  神奈川県県勢要覧（平成12年度）220ページ
3. 1 2  神奈川県県勢要覧（平成13年度）PDF - 222ページ
4. ↑  神奈川県県勢要覧（平成14年度）PDF - 220ページ
5. ↑  神奈川県県勢要覧（平成15年度）PDF - 220ページ
6. ↑  神奈川県県勢要覧（平成16年度）PDF - 220ページ
7. ↑  神奈川県県勢要覧（平成17年度）PDF - 222ページ
8. ↑  神奈川県県勢要覧（平成18年度）PDF - 222ページ
9. ↑  神奈川県県勢要覧（平成19年度）PDF - 224ページ
10. ↑  神奈川県県勢要覧（平成20年度）PDF - 228ページ
11. ↑  神奈川県県勢要覧（平成21年度）PDF - 238ページ
12. ↑  神奈川県県勢要覧（平成22年度）PDF - 236ページ
13. ↑  神奈川県県勢要覧（平成23年度）PDF - 236ページ
14. ↑  神奈川県県勢要覧（平成24年度）PDF - 232ページ
15. ↑  神奈川県県勢要覧（平成25年度）PDF - 234ページ
16. ↑  神奈川県県勢要覧（平成26年度）PDF - 236ページ
17. ↑  神奈川県県勢要覧（平成27年度）PDF - 236ページ
18. ↑  神奈川県県勢要覧（平成28年度）PDF - 244ページ
19. ↑  神奈川県県勢要覧（平成29年度）PDF - 236ページ

## 外部連結
- 車站資訊（寒川）：東日本旅客鐵道

35°22′3.3″N 139°23′14.9″E / 35.367583°N 139.387472°E